# 好鲁库站
好鲁库站是一个集通线上的铁路车站，位于内蒙古自治区克什克腾旗浩来呼热苏木好鲁库种羊场，建于1995年，目前为四等站，邮政编码为025374。目前客运：办理旅客乘降；行李、包裹托运；货运：办理整车货物发到。
1. ↑  中华人民共和国铁道部. . 北京: 中国铁道出版社. 2012: 47. CSBN 15113·3468.